# Танджунг (район)
Танджу́нг (індонез. Tanjung) — один з 5 районів округу Північний Ломбок провінції Західна Південно-Східна Нуса у складі Індонезії. Розташований у центральній частині. Адміністративний центр — селище Танджунг.
Населення — 45424 особи (2012; 44606 в 2010, 38488 в 2000, 37053 в 1990).

## Адміністративний поділ
До складу району входять 3 селища та 4 села:
| Населений пункт       | Населення, осіб (2010) |
| --------------------- | ---------------------- |
| Дженггала, селище     | 7453                   |
| Медана, село          | 4563                   |
| Сігар-Пенджалін, село | 7882                   |
| Соконг, селище        | 9207                   |
| Танджунг, селище      | 8176                   |
| Тегал-Маджа, село     | 5184                   |
| Теніга, село          | 2141                   |